# Klinik Hohe Mark

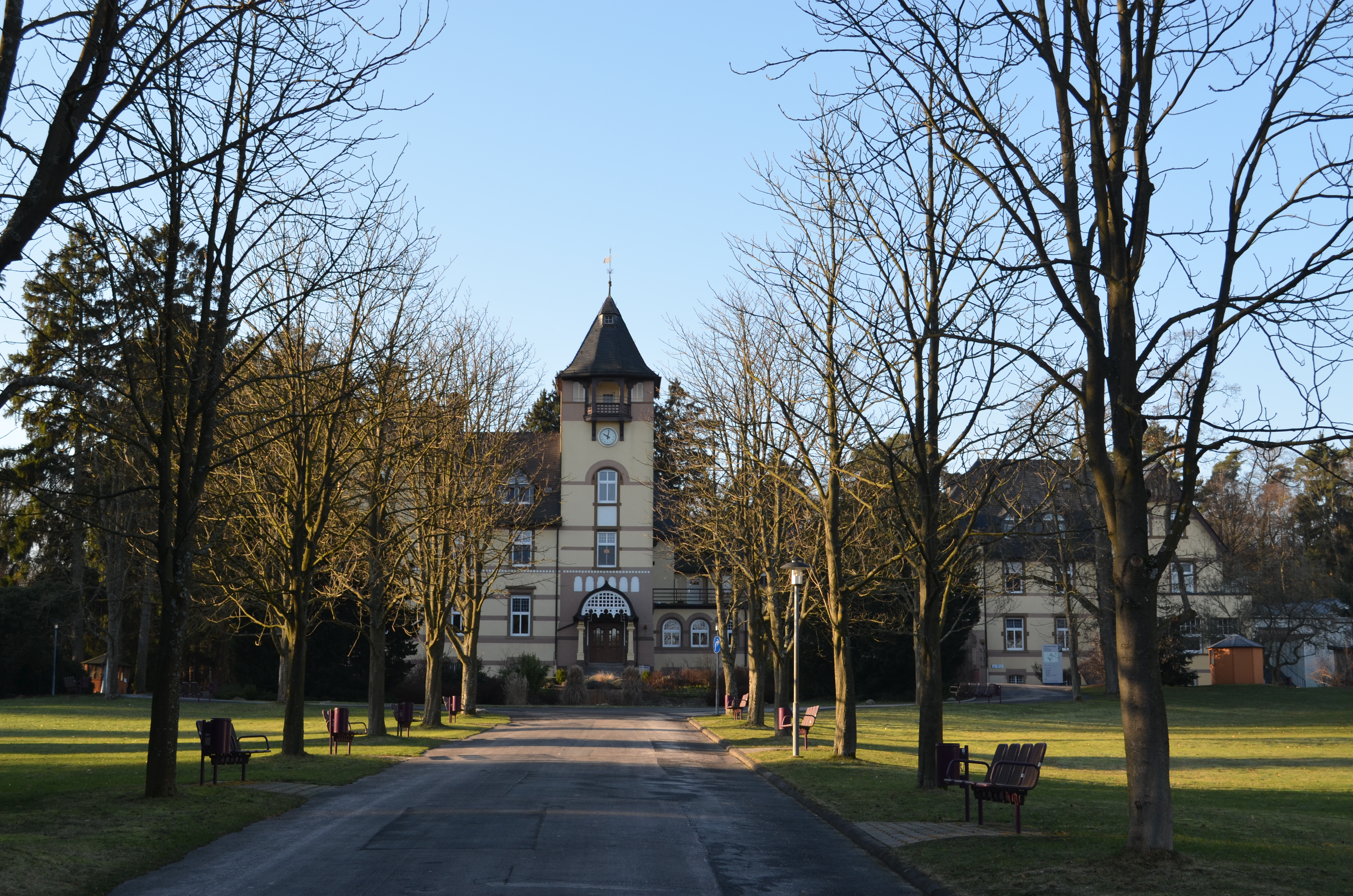
Hauptgebäude

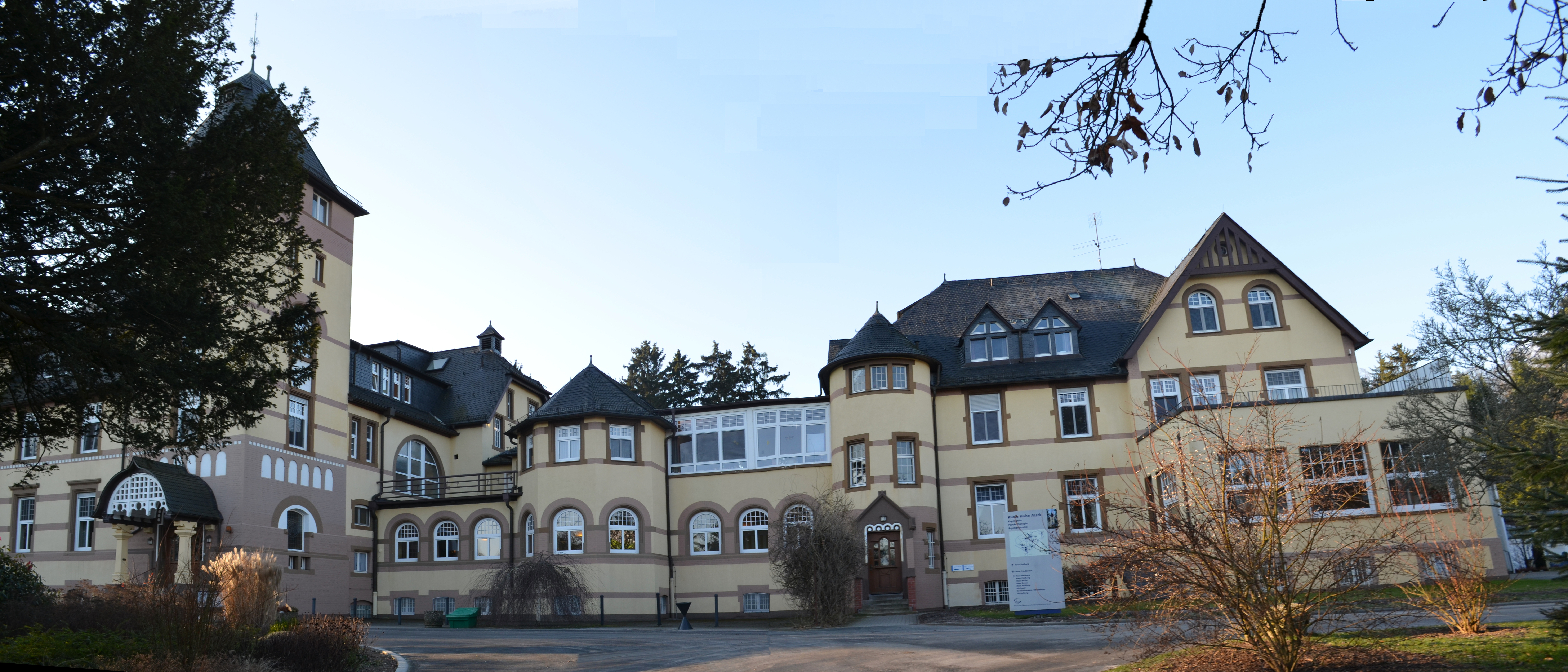
Hauptgebäude, Seitenanbau

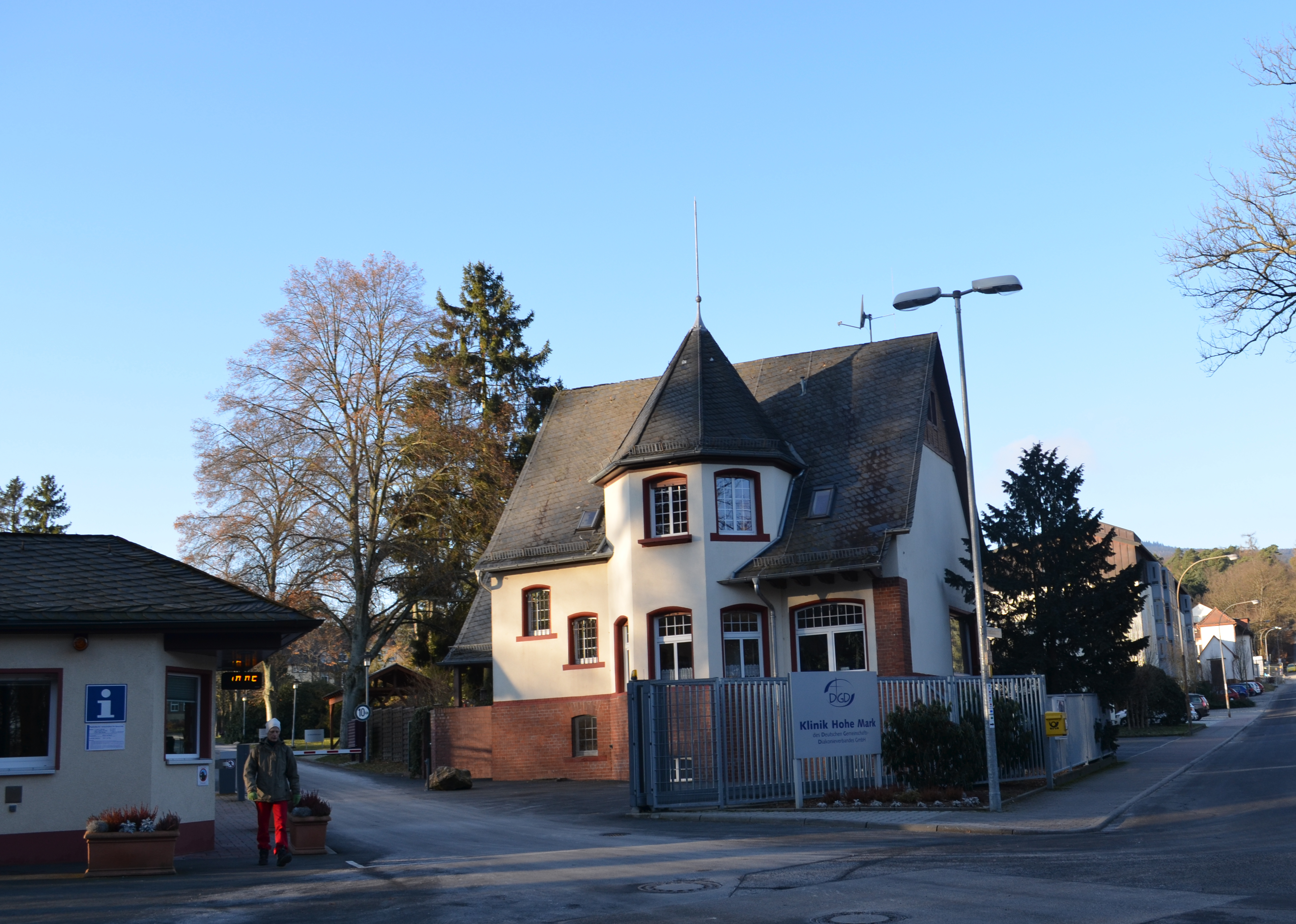
Eingang

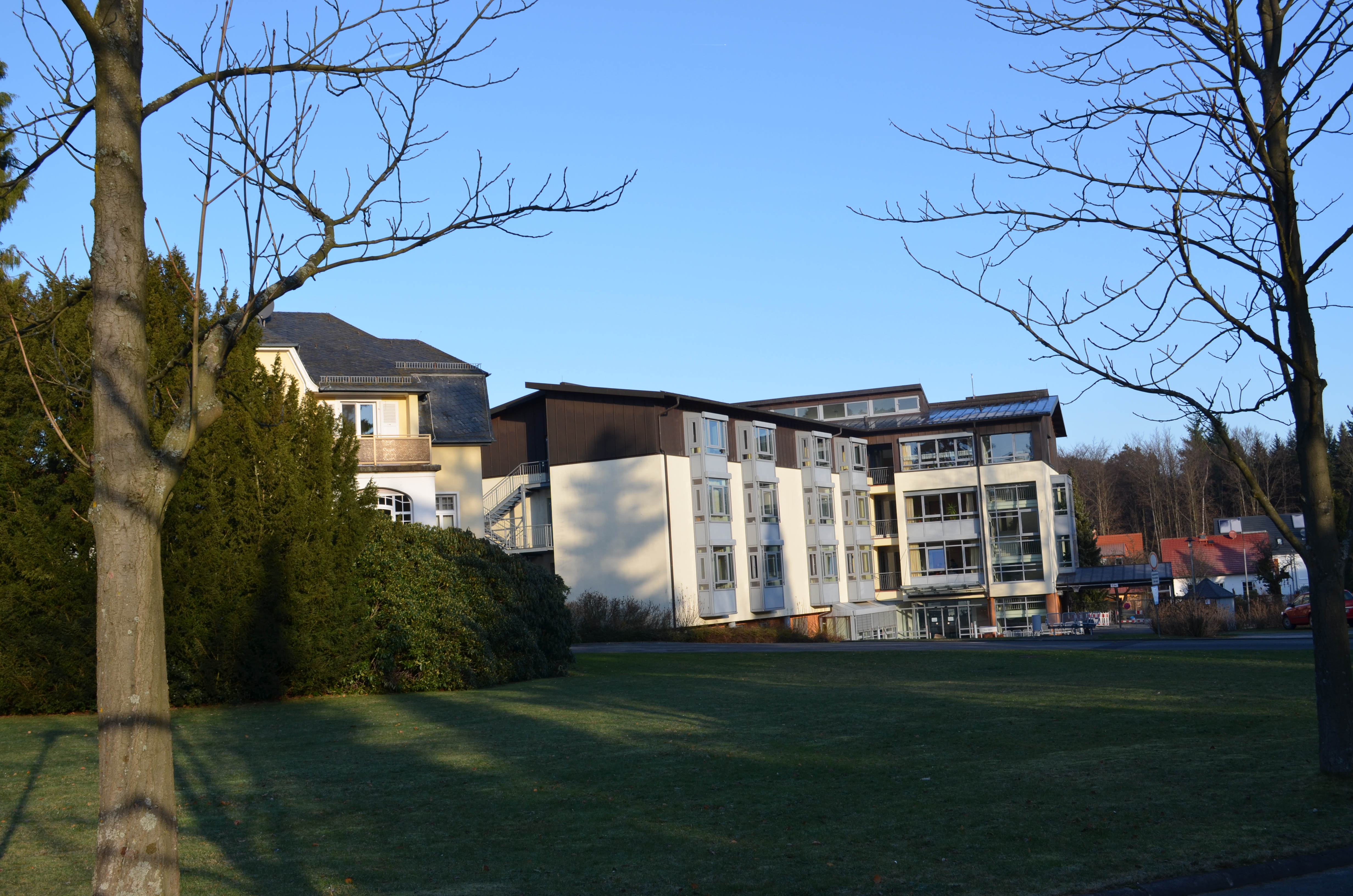
Klinikgebäude

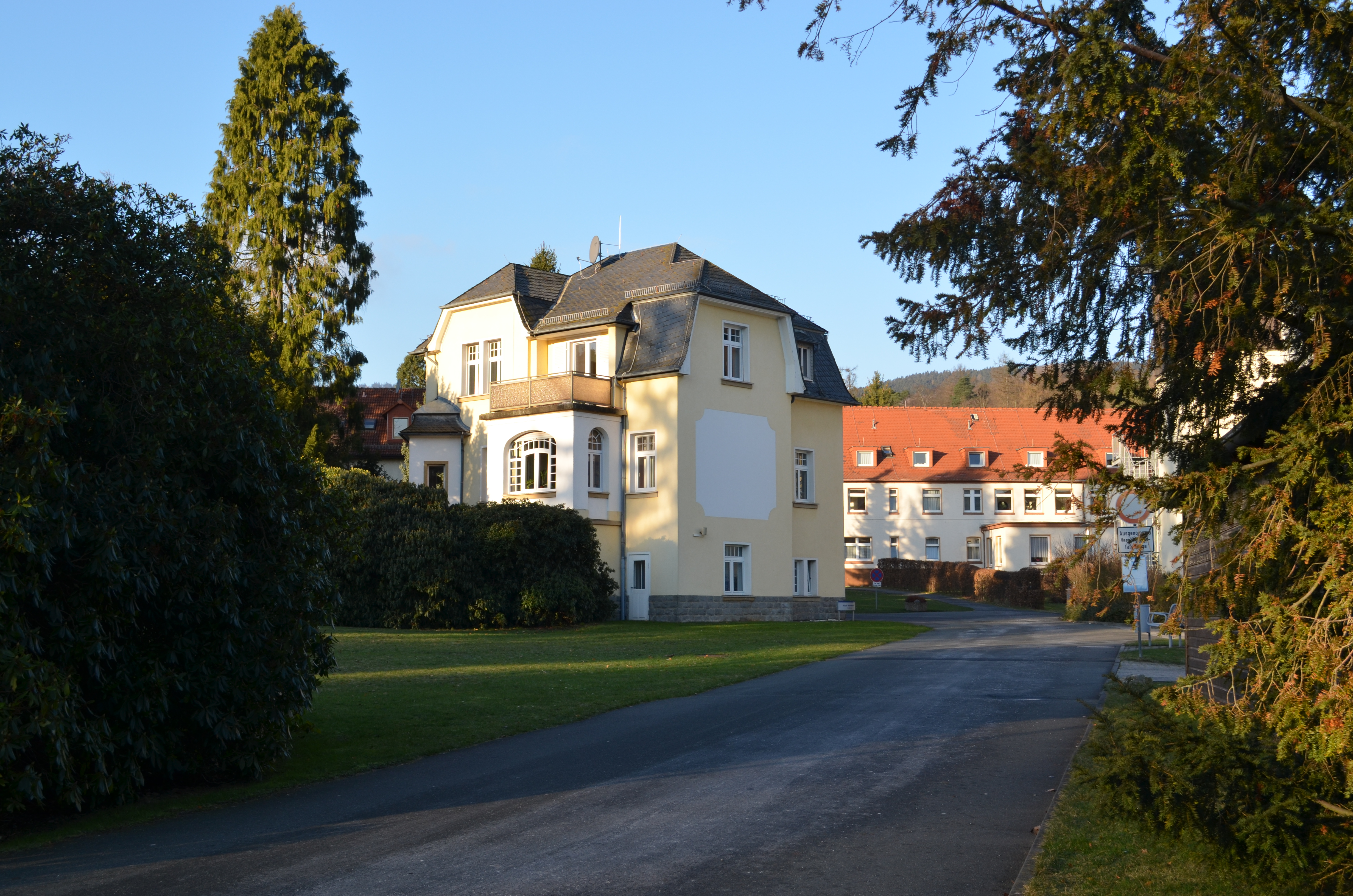
Klinikgebäude

Die Klinik Hohe Mark ist ein Fachkrankenhaus für Psychiatrie, Psychotherapie und Psychosomatik mit Standorten in Oberursel (Taunus) und Frankfurt am Main in Hessen. Ziel der Klinik ist, für Menschen mit psychischen Störungen einschließlich Suchterkrankungen, fachlich kompetente und christlich engagierte Hilfe zu leisten.
Träger der Klinik ist die Krankenhaus GmbH des Deutschen Gemeinschafts-Diakonieverbandes, zu der neben der Klinik Hohe Mark noch weitere Krankenhäuser und medizinische Einrichtungen zählen.

## Entstehung
Zu Beginn des 20. Jahrhunderts plante der aus Österreich stammende Nervenarzt Adolf Albrecht Friedländer den Bau einer privaten nervenärztlichen Klinik für den deutschen und ausländischen Hochadel. Auf einer Waldwiese in der Nähe von Bad Homburg vor der Höhe, am Südhang des Taunus gelegen, wurde die Klinik von 1902 bis 1904 erbaut und am 1. März 1904 unter dem Namen Privatklinik Hohe Mark im Taunus eröffnet.
Im Gründungsjahr 1904 wurden bereits insgesamt 52 Patienten behandelt. Bis zum Beginn des Ersten Weltkriegs nahm die Patientenzahl kontinuierlich zu. Viele adlige und herrschaftliche Personen aus Deutschland, Großbritannien, Schweden, den Niederlanden und den Vereinigten Staaten ließen sich in der Klinik behandeln. Unter anderem besuchte Kaiserin Auguste Viktoria im Jahr 1910 kranke Angehörige. Auf dem Gelände der Klinik konnten adelige und vermögende Patienten mit ihrer Dienerschaft Villen belegen. Prominentester Patient dieser Zeit war Prinz Heinrich der Niederlande.
Nach dem Ersten Weltkrieg änderte sich die wirtschaftliche Situation erheblich, da dem Adel nicht mehr die finanziellen Mittel zur Verfügung standen. Friedländer verkaufte nach seiner Rückkehr aus dem Krieg 1918 das Anwesen an die Stadt Frankfurt. Diese führte die Klinik für die Beamtenschaft aus dem Mittelstand weiter. Im Zuge der 1929 einsetzenden Weltwirtschaftskrise musste die Klinik aus finanziellen Gründen geschlossen werden.
Im Jahr 1930 wurde die Klinik dem Deutschen Gemeinschafts-Diakonieverband (DGD) zum Kauf angeboten. Die Verhandlungen scheiterten zunächst an den Preisforderungen.

### Zeit des Nationalsozialismus
Erst am 23. Juli 1933 erwarb der DGD die mittlerweile drei Jahre leer stehende Kuranstalt Hohe Mark. Unter der Mitarbeit von Diakonissen und Bibelschülern des DGD wurden die verwahrlosten Gebäude renoviert und schließlich am 21. Oktober 1933 unter dem Namen Kuranstalt Hohe Mark für nervöse und seelische Leiden wieder eröffnet.
Am 26. August 1939 wurde die Kuranstalt Hohe Mark auf Anordnung der Wehrmacht zum Reservelazarett umfunktioniert. Die neue Bestimmung verhinderte, dass die Einrichtung in das später von den Nationalsozialisten einsetzende Tötungsprogramm T4 psychisch kranker Menschen einbezogen wurde. Das Feldlazarett versorgte neben den deutschen Soldaten auch ausländische Flieger, die bei Einsätzen über Deutschland abgeschossen worden waren und die nach Heilung in dem nahen Kriegsgefangenenlager (Dulag Luft) interniert wurden.

### Nachkriegszeit
Nach der Befreiung durch die US-Armee blieb die Klinik bis 1946 Lazarett. In der Kuranstalt wurden zudem bis zu 400 Patienten behandelt. Dabei spielte die gute Beziehung der Anstaltsleitung zu den Alliierten, die die Einrichtung unterstützten, eine wesentliche Rolle. Der Grund war die gute Behandlung der ausländischen Flieger während des Krieges. Am 17. August 1948 erhielt die Kuranstalt die Anerkennung als Fachanstalt vom Regierungspräsidenten zurück, die ihr bereits 1935 zugesprochen worden war. Im Jahr 1969 wurde die Kuranstalt Hohe Mark in Klinik Hohe Mark umbenannt. Seit 1999 ist die Klinik mit der Übernahme der psychiatrischen Regionalversorgung des Frankfurter Ostens betraut.
Das Haus Herzberg wurde ab 2013 eröffnet. Der zweite Bauabschnitt wurde ab Frühjahr 2017 eröffnet. Er besitzt sechs Stationen mit 144 Betten. Die Baukosten betrugen 8,3 Millionen Euro.
Im April 2020 räumte die Klinik zwei Stationen, um einer Überlastung der Krankenhäuser während der Covid-19-Pandemie entgegenzuwirken. Insgesamt 46 Betten wurden freigehalten um Pflegebedürftige aufzunehmen. Aufgrund der Maßnahmen in Deutschland blieben die Infektionszahlen unter 1,5 % und die erste der beiden Stationen eröffnete zwei Monate später wieder ihren Normalbetrieb.

## Einrichtung
Die Klinik besitzt 254 Betten in Oberursel und 20 tagesklinische Plätze in Frankfurt am Main. Ebenfalls am Standort Frankfurt am Main wird eine Psychiatrische Institutsambulanz (PIA) und die TagesReha Frankfurt mit 20 Plätzen für die ambulante Suchtrehabilitation betrieben.